# Pedro Almodóvar
Pedro Almodóvar Caballero (Calzada de Calatrava, 25 september 1949) is een Spaanse filmregisseur.
Almodóvar begon zijn carrière in de jaren van de movida madrileña. Na de dood van Franco en het proces van democratisering dat daarop volgde, uitten jonge kunstenaars zich met werk dat als provocerend, soms zelfs choquerend werd ervaren. In zijn films komen nu nog steeds (maar in die tijd helemaal) thema's als prostitutie, homoseksualiteit, drugsgebruik, travestie, transseksualiteit en misstanden in de katholieke kerk aan de orde.
De regisseur heeft een sterke voorkeur voor een aantal actrices die in veel van zijn films terugkeren, zoals:
- Carmen Maura (treedt op in 7 films van Almodóvar)
- Chus Lampreave (7 films)
- Rossy de Palma (8 films)
- Penélope Cruz (7 films en 1 korte film)
- Marisa Paredes (5 films)
- Cecilia Roth (5 films)
- Julieta Serrano (5 films)
- Victoria Abril (4 films)
- Kiti Manver (4 films)
- Lola Dueñas (4 films)
- Verónica Forqué (3 films)
- Loles León (3 films)
- Ángela Molina (2 films)
- Leonor Watling (2 films)

Hij deed ook meermaals een beroep op acteurs als Antonio Banderas (7 films), Javier Cámara (3 films), Javier Bardem (2 films), Darío Grandinetti (2 films) en Lluís Homar (2 films).

## Filmografie
- 1978 - Folle... folle... fólleme Tim!
- 1980 - Pepi, Luci, Bom y otras chicas del montón
- 1982 - Laberinto de pasiones
- 1983 - Entre tinieblas
- 1984 - ¿Qué he hecho yo para merecer esto?.
- 1986 - Matador
- 1987 - La ley del deseo.
- 1988 - Mujeres al borde de un ataque de nervios
- 1990 - ¡Átame!
- 1991 - Tacones lejanos
- 1993 - Kika
- 1995 - La flor de mi secreto
- 1997 - Carne trémula
- 1999 - Todo sobre mi madre
- 2002 - Hable con ella
- 2004 - La mala educación
- 2006 - Volver
- 2009 - Los abrazos rotos
- 2011 - La piel que habito
- 2013 - Los amantes pasajeros
- 2016 - Julieta
- 2019 - Dolor y gloria
- 2020 - The Human Voice (korte film)
- 2021 - Madres paralelas
- 2023 - Strange Way of Life (korte film)
- 2024 - The Room Next Door

## Publicaties
- Almodóvar, Pedro (11 november 2024). De laatste droom. Meridiaan. ISBN 9789493305144. (oorspronkelijke titel El último sueño (2023)  ISBN 9788419437365

## Prijzen en nominaties
De belangrijkste:
| Jaar | Prijs                      | Categorie                    | Film                | Uitslag     |
| ---- | -------------------------- | ---------------------------- | ------------------- | ----------- |
| 2024 | Filmfestival van Venetië   | Gouden Leeuw                 | The Room Next Door  | Gewonnen    |
| 2022 | Premios Goya               | Beste film                   | Madres paralelas    | Genomineerd |
| 2022 | Premios Goya               | Beste regisseur              | Madres paralelas    | Genomineerd |
| 2021 | Filmfestival van Venetië   | Gouden Leeuw                 | Madres paralelas    | Genomineerd |
| 2020 | Premios Goya               | Beste film                   | Dolor y gloria      | Gewonnen    |
| 2020 | Premios Goya               | Beste regisseur              | Dolor y gloria      | Gewonnen    |
| 2019 | Filmfestival van Cannes    | Gouden Palm                  | Dolor y gloria      | Genomineerd |
| 2003 | Oscar (Academy Award)      | Beste originele scenario     | Hable con ella      | Gewonnen    |
| 2003 | British Academy Film Award | Beste niet-Engelstalige film | Hable con ella      | Gewonnen    |
| 2003 | Golden Globe               | Beste niet-Engelstalige film | Hable con ella      | Gewonnen    |
| 2000 | Golden Globe               | Beste niet-Engelstalige film | Todo sobre mi madre | Gewonnen    |
| 2000 | Oscar (Academy Award)      | Beste niet-Engelstalige film | Todo sobre mi madre | Gewonnen    |
| 1999 | Filmfestival van Cannes    | Beste regisseur              | Todo sobre mi madre | Gewonnen    |

Folle... folle... fólleme Tim! (1978) · Pepi, Luci, Bom y otras chicas del montón (1980) · Laberinto de pasiones (1982) · Entre tinieblas (1983) · ¿Qué he hecho yo para merecer esto? (1984) · Matador (1986) · La ley del deseo (1987) · Mujeres al borde de un ataque de nervios (1988) · ¡Átame! (1990) · Tacones lejanos (1991) · Kika (1993) · La flor de mi secreto (1995) · Carne trémula (1997) · Todo sobre mi madre (1999) · Hable con ella (2002) · La mala educación (2004) · Volver (2006) · Los abrazos rotos (2009) · La piel que habito (2011) · Los amantes pasajeros (2013) · Julieta (2016) · Dolor y gloria (2019) · The Human Voice (2020) · Madres paralelas (2021) · Strange Way of Life (2023) · The Room Next Door (2024)
- Bibsys: 90554632
- Biblioteca Nacional de Chile: 000143295
- Biblioteca Nacional de España: XX4578342
- Bibliothèque nationale de France: cb12184017z (data)
- Catàleg d'autoritats de noms i títols de Catalunya: 981058521706906706
- CiNii: DA06585632
- Gemeinsame Normdatei: 119278472
- International Standard Name Identifier: 0000 0001 2145 3146
- Library of Congress Control Number: n90606701
- Nationale Bibliotheek van Letland: 000109004
- MusicBrainz: e85f3342-dcaf-458a-a03d-3ecf340d56a4
- Bibliotheek van het Japanse parlement: 00462207
- Nationale Bibliotheek van Tsjechië: ola2002113845
- Nationale Bibliotheek van Israël: 987007296201405171
- Nationale Bibliotheek van Polen: a0000001689795
- Nationale en Universitaire bibliotheek Zagreb: 000213545
- Nederlandse Thesaurus van Auteursnamen: 073452181
- PIC: 19187
- Réseau des bibliothèques de Suisse occidentale: 02-A002920979
- Istituto Centrale per il Catalogo Unico: CFIV096565
- LIBRIS: 239015
- SNAC: w6cc22n4
- Système universitaire de documentation: 030954770
- Union List of Artist Names: 500233693
- Virtual International Authority File: 100280741
- WorldCat: E39PBJqvYwwt64TMQ8XJwBT8md